# لورانس بويل (سياسي)
لورانس بويل هو سياسي أمريكي، ولد في 5 سبتمبر 1934 في نورث ليبرتي في الولايات المتحدة. نشط حزبياً في الحزب الجمهوري. وقد انتخب عضو مجلس نواب إنديانا ‏.